# Dekanat Hajnówka (diecezja warszawsko-bielska)
 Dekanat Hajnowski – jeden z 6 dekanatów diecezji warszawsko-bielskiej Polskiego Autokefalicznego Kościoła Prawosławnego.

## Parafie
W skład dekanatu wchodzi 13 parafii:
- parafia św. Mikołaja w Białowieży
  - cerkiew św. Mikołaja w Białowieży
  - cerkiew Świętych Cyryla i Metodego w Białowieży
  - kaplica św. Aleksandra Newskiego w Białowieży
- parafia Zaśnięcia Najświętszej Maryi Panny w Czyżach
  - cerkiew Zaśnięcia Najświętszej Maryi Panny w Czyżach
  - cerkiew Świętych Kosmy i Damiana w Czyżach
  - cerkiew Świętych Męczenników Ziemi Chełmskiej i Podlaskiej w Zbuczu[1]
  - kaplica św. Aleksego w Kojłach
- parafia Zaśnięcia Najświętszej Maryi Panny w Dubinach
  - cerkiew Zaśnięcia Najświętszej Maryi Panny w Dubinach
  - cerkiew św. Proroka Eliasza w Dubinach
  - cerkiew Świętych Braci Machabeuszy w uroczysku Krynoczka
  - kaplica św. Tomasza w Dubinach
- parafia Narodzenia św. Jana Chrzciciela w Hajnówce
  - cerkiew Narodzenia św. Jana Chrzciciela w Hajnówce
  - cerkiew Wszystkich Świętych w Hajnówce
- parafia św. Dymitra w Hajnówce
  - cerkiew św. Dymitra w Hajnówce
  - kaplica Kazańskiej Ikony Matki Bożej w Hajnówce
- parafia Świętej Trójcy w Hajnówce
  - sobór Świętej Trójcy w Hajnówce
- parafia św. Antoniego Pieczerskiego w Kuraszewie
  - cerkiew św. Antoniego Pieczerskiego w Kuraszewie
  - kaplica Świętych Braci Machabeuszy w Kuraszewie
- parafia Świętych Apostołów Piotra i Pawła w Lewkowie Starym
  - cerkiew Świętych Apostołów Piotra i Pawła w Lewkowie Starym
  - cerkiew św. Proroka Eliasza w Nowej Łuce
  - cerkiew Zmartwychwstania Pańskiego w Lewkowie Nowym
- parafia św. Mikołaja w Narewce
  - cerkiew św. Mikołaja w Narewce
- parafia Wniebowstąpienia Pańskiego w Nowoberezowie
  - cerkiew Wniebowstąpienia Pańskiego w Nowoberezowie
  - cerkiew św. Apostoła Jana Teologa w Nowoberezowie
  - cerkiew Przemienienia Pańskiego w okolicy wsi Wygoda
  - kaplica św. Aleksandra Newskiego w Nowoberezowie
  - kaplica Świętych Braci Machabeuszy w Nowoberezowie
  - kaplica św. Jerzego Zwycięzcy w Czyżykach
  - kaplica św. Proroka Eliasza w Nowokorninie
  - kaplica św. Serafina z Sarowa w okolicy wsi Dubicze Osoczne
- parafia Wniebowstąpienia Pańskiego w Orzeszkowie
  - cerkiew Wniebowstąpienia Pańskiego w Orzeszkowie
- parafia św. Jerzego w Siemianówce
  - cerkiew św. Jerzego w Siemianówce
  - cerkiew św. Pantelejmona w Siemianówce
- parafia św. Michała Archanioła w Starym Korninie
  - cerkiew św. Michała Archanioła w Starym Korninie
  - cerkiew św. Anny w Starym Korninie
  - kaplica św. Proroka Eliasza w Morzu